# Укіс

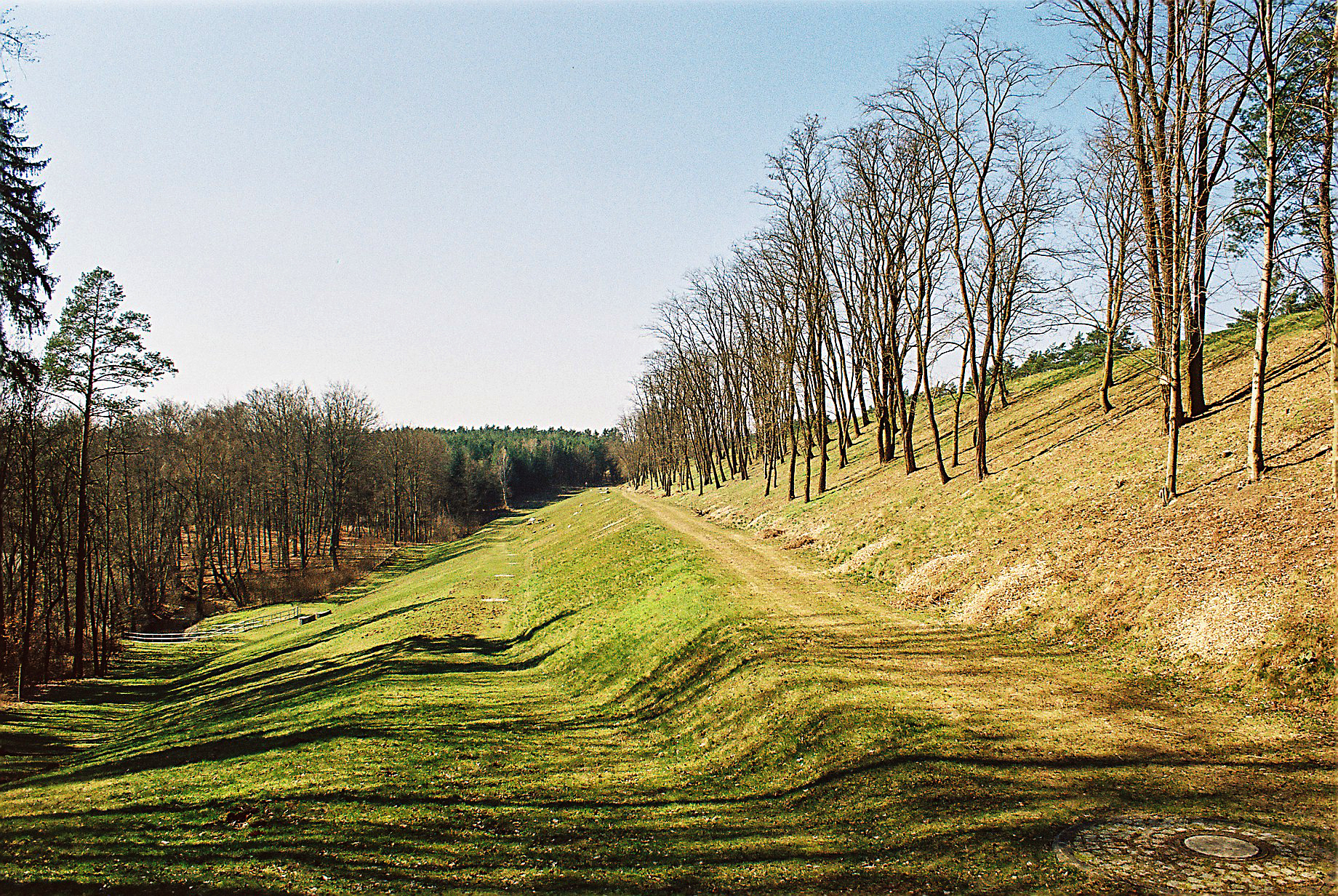
Бічна поверхня насипу дороги.

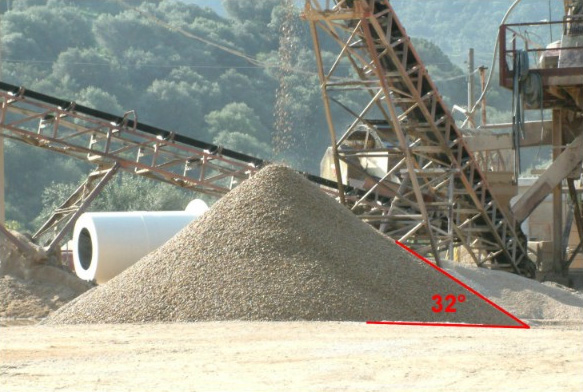
Укіс відвалу 32°

Укіс (рос. откос, англ. slope, нім. Böschung f) — похила, спадиста поверхня, яка обмежує природний ґрунтовий масив; схил гори, берега; бічна поверхня насипу дороги, похила поверхня відкритої гірничої виробки (укіс кар'єру) або відвалу.

## Опис
Залежно від виду гірничодобувного обладнання У. на кар'єрах може мати плоский (екскаватори — драґлайни, багаточерпакові, ланцюгові та роторні), ввігнутий (пряма та зворотна механічна лопата), ламаний (багаточерпакові екскаватори) і складний (роторні екскаватори) профіль. Стійкість У. залежить від міцності ґрунтів під У. і в його основі, щільності ґрунтів, крутизни і висоти У., навантаження на його поверхню, фільтрації і рівня підземних вод.
ЗСУВ УКОСУ — зміщення порід, які складають укіс кар'єру (часто і його основу); проходить у вигляді ковзного руху між породами, що зміщуються в нерухомого масиву. З.у. є найбільшим за розміром видом порушення стійкості укосів. Він пов'язаний головним чином з наявністю в товщі гірських порід слабких зволожених шарів глин, контактів, тектонічних порушень.
